# Dale Cruikshank
Dale Cruikshank   (1939) és un astrònom i científic planetari de la Subdivisió d'Astrofísica del Centre d'Investigació Ames de la NASA. Les seves especialitats de recerca són l'espectroscòpia i la radiometria de planetes i petits cossos del Sistema Solar. Aquests petits cossos inclouen cometes, asteroides, satèl·lits planetaris, planetes nans (per exemple, Plutó) i objectes a la regió més enllà de Neptú (objectes del cinturó de Kuiper i cossos transneptunians). Utilitza les observacions espectroscòpiques realitzades amb telescopis terrestres i espacials, així com les naus espacials interplanetàries, per identificar i estudiar els gels, minerals i materials orgànics que componen les superfícies de planetes i cossos petits.
Juntament amb diversos col·legues, Cruikshank ha trobat moltes classes de gel en diversos cossos planetaris petits. Aquests inclouen CH₄, N₂, CO, CO₂, i H₂O congelats en el satèl·lit Tritó de Neptú, CH₄, N₂, i CO a Plutó, H₂O en el satèl·lit Caront de Plutó, H₂O de gel a moltes de les llunes de Saturn i Urà, H₂O i CH₃OH sobre l'objecte Centaure 5145 Pholus. En estudis amb la nau Cassini, ell i els seus col·legues han trobat hidrocarburs en diversos satèl·lits de Saturn.

## Carrera professional
Cruikshank va guanyar un B.S. en física a la Universitat Estatal d'Iowa i va finalitzar els seus estudis de postgrau amb un doctorat a la Universitat d'Arizona en el Laboratori Lunar i Planetari com a estudiant de Gerard Kuiper el 1968.
Després d'un any a la URSS com a científic de l'Acadèmia Nacional de Ciències dels Estats Units, va tornar a Arizona durant un any i després es va traslladar a la Universitat de Hawaii a mitjan 1970. Com a astrònom a l'Institut d'Astronomia, va col·laborar amb el desenvolupament del Mauna Kea com un dels llocs d'observació més importants del món i va utilitzar els nombrosos telescopis per als seus estudis observacionals dels cossos del Sistema Solar. Cruikshank es va incorporar a la NASA el 1988.
Cruikshank és un membre de la Unió Astronòmica Internacional. A la Comissió 16 de la UAI (estudis físics dels planetes) va ser secretari (1995-1997), vicepresident (1998-2000) i president (2001-2003). També és membre de l'American Astronomical Society i de la seva Divisió per a Ciències Planetàries. Va ser membre del Comitè de la Divisió per a Ciències Planetàries (1974-1977), vicepresident (1989-1990) i president (1990-1991). És membre de l'Acadèmia de Ciències de Califòrnia i membre de la Unió Americana de Geofísica.
Cruikshank ha servit en nombrosos panells i comitès de revisió de la NASA tant de la NASA com del National Research Council. Va ser president del Panell de Cossos Primitius de la primera Enquesta de Decadal del Sistema Solar (informe publicat el 2003) i va servir al Comitè de Direcció de la Segona Enquesta del Decadal del Sistema Solar. L'informe de la segona enquesta decadal es va publicar el 2011, amb el títol "Vision and Voyages for Planetary Science in the Decade 2013-2022".
El 1988, l'asteroide 3531 Cruikshank va rebre el seu nom després que la Unió Astronòmica Internacional, reconeixent l'excel·lència en la investigació sobre temes del Sistema Solar i l'abast de l'intercanvi científic amb l'URSS.
El 2006 va obtenir el Premi Kuiper de la Divisió de Ciències Planetàries, de l'American Astronomical Society.

## Publicacions seleccionades
- Stansberry, J. A.; Grundy, W. M.; Margot, J. L.; Cruikshank, D. P.; Emery, J. P.; Rieke, G. H.; Trilling, D. E. (2006) The Albedo, Size, and Density of Binary Kuiper Belt Object (47171) 1999 TC36. ApJ., 643, 556.
- Brown, Robert H.; Clark, Roger N.; Buratti, Bonnie J.; Cruikshank, Dale P.; Barnes, Jason W.; Mastrapa, Rachel M. E.; Bauer, J.; Newman, S.; Momary, T.; Baines, K. H.; and 15 coauthors (2006) Composition and Physical Properties of Enceladus' Surface, Science Volume 311, Issue 5766, pp. 1425–1428. Available online.
- Bernstein, M. P.; Cruikshank, D. P.; Sandford, S. A. (2006) Near-infrared laboratory spectra of CH4 in Solid H2O. Icarus Volume 181, Issue 1, March 2006, Pages 302-30 Available online.
- Brown, R. H.; Baines, K. H.; Bellucci, G.; Buratti, B. J.; Capaccioni, F.; Cerroni, P.; Clark, R. N.; Coradini, A.; Cruikshank, D. P.; Drossart, P.; and 16 coauthors (2006) Observations in the Saturn system during approach and orbital insertion, with Cassini's visual and infrared mapping spectrometer (VIMS). Astronomy and Astrophysics, Volume 446, Issue 2, February I 2006, pp. 707–716. Available online.
- Clark, R. N. and the Cassini VIMS Team. (2005) Compositional mapping of Saturn's moon Phoebe with imaging spectroscopy. Nature, 435, 66-69.
- Cruikshank, D. P., Barucci, M.A., Emery, J. P., Fernandez, Y., R., Grundy, W., G., Noll, K. S., and Stansberry, J. A. 2007. Physical Properties of Transneptunian Objects. In Protostars and Planets - V, B. Reipurth, D. Jewitt, and K. Keil, eds., Univ. Arizona Press. 879-893.
- Chaban, G. M., Bernsterin, M., and Cruikshank, D. P. 2007. Carbon dioxide on planetary bodies: Theoretical and experimental studies of molecular complexes. Icarus 187, 592-599.
- Emery, J. P., Dalle Ore, C. M., Cruikshank, D. P., Fernandez, Y. R., Trilling, D. E., and Stransberry, J. A., 2007. Ices on (90377) Sedna: Confirmation and compositional constraints. Astron. Astrophys. 466, 395-398.
- Cruikshank, D. P., Dalton, J. B., Dalle Ore, C., Bauer, J., Stephan, K., et al. (Cassini VIMS and UVS Teams). 2007. Composition of Hyperion. Nature 448, 54-56.
- Grundy, W. M., Stansberry, J. A., Noll, K. S., Stephens, D.C., Trilling, D. E., Kern, S. D., Spencer, J. R., Cruikshank, D. P., and Levison, H. F. 2007. The orbit, mass, size, albedo, and density of (65489) Ceto-Phorcys: A tidally evolved binary Centaur. Icarus 191, 286-297.
- Soderblom, L. et al. (including Cruiksank). 2007. Correlations between Cassini VIMS spectra and Radar SAR images: Implications for Titan's surface composition and the character of the Huygens probe landing site. Planet. Space Sci. 55, 2025-2036.
- Cruikshank, D. P., Wegryn, E., Dalle Ore, C. M., Brown, R. H., Baines, K. H., Bibring, J.-P., Burati, B. J., Clark, R. N., McCord, T. B., Nicholson, P. D., Pendleton, Y. J., Owen, T. C., Filacchione, G., Coradini, A., Cerroni, P., Capaccioni, F., Jaumann, R., Nelson, R. M., Baines, K. H., Sotin, C., Bellucci, G., Combes, M., Langevin, Y., Sicardy, B., Matson, D. L., Formisano, V., Drossart, P., Menella, V. 2008. Hydrocarbons on Saturn's satellites Iapetus and Phoebe. Icarus 193, 334-343.
- Clark, R. N., Brown, R. H., Jaumann, R., Cruikshank, D. P., Buratti, B., Baines, K. H., Nelson, R. M., Nicholson, P. D., Moore, J. M., Curchin, J., M., Hoefen, T., and Stephan, K. 2008. Compositional mapping of Saturn's satellite Dion with Cassini VIMS and the implications of dark material in the Saturn system. Icarus 193, 372-386
- Nicholson, P. D., Hedman, M. M., Clark, R. N., Showalter, M. R., Cruikshank, D. P., Cuzzi, J. N., Filacchione, G., Capaccioni, F., Cerroni, P., Hansen, G. B., Sicardy, B., Drossart, P., Brown, R. H., Buratti, B., J., Baines, K. H., and Coradini, A. 2008. A close look at Saturn's rings with Cassini VIMS. Icarus 193, 182-212.
- Buratti, B. J., Soderlund, K., Bauer, J., Mosher, J. A., Hicks, M. D., Simonelli, D., P., Jaumann, R., Clark, R. N., Brown, R. H., Cruikshank, D. P.,. and Momary, T. 2008. Infrared (0.83-5.1 mm) photometry of Phoebe from the Cassini Visual Infrared Mapping Spectrometer. Icarus 193, 309-322.
- de Bergh, C., Schmitt, B., Moroz, L. V., Quirico, E., and Cruikshank, D. P. Laboratory data on ices, refractory carbonaceous materials and minerals relevant to transneptunian objects and centaurs. 2008. In The Solar System Beyond Neptune (M. A. Barucci et al., Eds). pp. 483–506
- Dotto, E., Emery, J. P., Barucci, M. A., Morbidelli, A., and Cruikshank, D. P. De Troianis - The Trojans in the Planetary System. 2008. In The Solar System Beyond Neptune (M. A. Barucci et al., Eds). pp. 383–395.
- Stansberry, J. A., Grundy, W., Brown, M., Cruikshank, D. P., Spencer, J., Trilling, D., and Margot, J.-L. 2008. Physical properties or Kuiper Belt Objects and Centaurs: Constraints from Spitzer Space Telescope. In The Solar System Beyond Neptune (M. A. Barucci et al., Eds). pp. 161–179.
- Barucci, M. A., Boehnhardt, H., Cruikshank, D. P., and Morbidelli, A., Editors. The Solar System Beyond Neptune. 2008. University of Arizona Press, Tucson. 592 pp.
- Mastrapa, R. M., Bernstein, M. P., Sandford, S. A., Roush, T. L., Cruikshank, D. P., and Dalle Ore, C. M. 2008. Optical constants of amorphous and crystalline H2O -ice in the far infrared from 1.1 to 2.6 mm. Icarus 197, 307-320.
- Protopapa, S., Boehnhardt, H., Herbst, T. M., Cruikshank, D. P., Grundy, W. M., Merlin, F., and Olkin, C. B. 2008. Surface characterization of Pluto and Charon by L and M band spectra. Astron. & Astrophysics. 490, 365-375.
- Cruikshank, D. P. 2008. Organic matter in the Solar System: From colors to spectral bands. Organic Matter in Space, (S. Kwok, S. A. Sandford, Eds.) Proc. IAU Symp. 251, pp. 119–125.
- Mastrapa, R. M., Sandford, S. A., Roush, T. L., Cruikshank, D. P., and Dalle Ore, C. M. Optical constants of amorphous and crystalline H2O ices: 2.5–22 mm (4000–455 cm-1). Astrophys. J. 701, 1347-1356.
- Dalle Ore, C. M., Barucci, M. A., Emery, J. P., Cruikshank, D. P., Dalle Ore, L. V., Merlin, F., Alvarez-Candal, A., de Bergh, C., Trilling, D. E., Perna, D., Fornasier, S., Mastrapa, R. M. E., and Dotto, E. Composition of KBO (50000) Quaoar. Astron. & Astrophys. 501, 349-357.
- Cruikshank, D. P., Meyer, A. W., Brown, R. H., Clark, R. N., Jaumann, R., Stephan, K. Hibbitts, C. A., Sandford, S. A., Mastrapa, R. M. E., Filacchione, G., Dalle Ore, C. M., Nicholson, P. D., Buratti, B. J., McCord, TY. B., Nelson, R. M., Dalton, J. B., Baines, K. H., and Matson, D. L. 2009. Carbon dioxide on the satellites of Saturn: Results from the Cassini VIMS investigation and revisions to the VIMS wavelength scale. Icarus 206, 561-572.
- Cruikshank, D. P., Emery, J. P., Kornei, K. A., Bellucci, G., Formisano, V., d'Aversa, E. 2010. Io: Time-resolved near-infrared spectroscopy (1.9-4.2 mm) of eclipse reappearances. Icarus 205, 516-527.
- Dalton, J. B., Cruikshank, D. P., Stephan, K., McCord, T. B., Coustenis, A., Carlson, R. W., Coradini, A. 2010. Chemical composition of icy satellite surfaces. In Space Sci. Rev. 153, 113-154. Also published as an ISSI volume: Satellites of the Outer Solar System, O. Grasset, M. Blanc, A. Coustenis, W. B. Durham, H. Hussmann, R. T. Pappalardo, D. Turrini, Eds. Springer, pp. 111–152, 2010.
- Clark, R. N., Curchin, J. M., Barnes, J. W., Jaumann, R., Soderblom, L., Cruikshank, D. P., Brown, R. H., Rodriguez, S., Lunine, J., Stephan, K., Hoefen, T. M., Le Mouelic, S., Sotin, C., Baines, K. H., Buratti, B. J., Nicholson, P. D. 2010. Detection and mapping of hydrocarbon deposits on Titan. J. Geophys. Res. 115, E10005.
- Emery, J. P., Burr, D. M., Cruikshank, D. P. 2011. Near-infrared spectroscopy of Trojan asteroids: Evidence for two compositional groups. Astron. J. 141, 25-
- Lellouch, E., Stansberry, J., Emery, J., Grundy, W., Cruikshank, D. P., 2011. Thermal properties of Pluto's and Charon's surfaces from Spitzer Observations. Icarus 214, 701-716.
- Pinilla-Alonso, N., Roush, T. L. Marzo, G. A., Cruikshank, D. P., Dalle Ore, C. M. 2011. Iapetus surface variability revealed from statistical clustering of a VIMS mosaic: The distribution of CO2. Icarus 215, 75-82.
- Dalle Ore, C. M., Fulchignoni, M., Cruikshank, D. P., Barucci, M. A., Brunetto, R., Campins, H., de Bergh, C., Debes, J. H., Dotto, E., Emery, J. P., Grundy, W. M., Jones, A. P., Mennella, V., Orthous-Daunay, F. R., Owen, T., Pascucci, I., Pendleton, Y. J., Pinilla-Alonso, N., Quirico, E., Strazzulla, G. 2011. Organic materials in planetary and protoplanetary systems: Nature or nurture? Astron. Astrophys. 533 A98
- Imanaka, H., Cruikshank, D. P., Khare, B. N., McKay, C. P. 2012. Optical constants of laboratory synthesized comoplex organic materials: Part 1. Titan tholins at mid-infrared wavelengths (2.5–25 mm). Icarus 218, 247-261.

## Altres informacions
- 1985 - Premi Muhlmann de la Societat Astronòmica del Pacífic (per al millor treball de recerca en els observatoris Mauna Kea)
- 1994 - Medalla de la NASA per assoliment científic excepcional (reconeixent la investigació sobre matèria orgànica en el sistema solar)
- 2006 - Medalla de la NASA per un servei excepciona
- Premi de reconeixement de vol tripulat, NASA Ames Research Center
- Premi d'Honor: Científic, NASA Ames Research Center
- Premi d'assoliment grupal, equip d'espectròmetre infraroig (IRIS) a la Missió Voyager de Saturn
- Premi d'assoliment grupal, equip d'espectròmetre infraroig (IRIS) a la missió Voyager a Urà
- Premi d'assoliment grupal, equip d'espectròmetre infraroig (IRIS) a la Missió de Voyager a Neptú
- Membre electe, Acadèmia de Ciències de Califòrnia
- Premi al Assoliment del Grup de la NASA pel seu treball en l'equip VIMS de Cassini